# Adelboden
Adelboden er en bjerglandsby i Schweiz, beliggende i kantonen Bern. Byen har 3.390(2018) indbyggere.
Adelboden er hjemsted for det internationale pigespejdercenter Our Chalet.